# Klaus Barthelt
Klaus Barthelt (* 7. März 1926 in Berlin; † 11. März 2008) war ein deutscher Industriemanager in der Energiewirtschaft.

## Leben
Barthelt absolvierte sein Kriegsabitur und war zunächst in einem Kohlebergwerk tätig, studierte dann Rechtswissenschaften und trat 1950 nach Abschluss des Studiums in die Siemens-Schuckertwerke ein. Dort hielt er verschiedene Rollen, als Vertriebsleiter, in der Verwaltung, u. ä. Er leitete das Auslandsgeschäft Asien. Mit der Gründung der Kraftwerk Union (KWU) durch Siemens und AEG wurde er zum Sprecher des neu geschaffenen Konzerns. Ab 1972 war er Vorstandsvorsitzender der KWU. Mit der folgenden Eingliederung des Konzerns zu Siemens war er ab 1978 Leiter des Unternehmensbereichs und ebenfalls Mitglied des Siemens Vorstands. In dem Jahr 1989 gab er die Leitung an Heinrich von Pierer ab. Am 1. Oktober 1990, nach vierzig Dienstjahren bei Siemens, trat er in den Ruhestand.
Klaus Barthelt war von 1988 bis Ende 1995 Präsident des Deutschen Nationalen Komitees (DNK) des Weltenergierats (WEC).

## Auszeichnungen
Die Technische Universität Braunschweig verlieh ihm 1984 die Ehrendoktorwürde (Dr.-Ing. E.h.). Darauf folgte 1985 der Bayerische Verdienstorden und 1987 das Große Bundesverdienstkreuz.